# Baba Amte
Murlidhar Devidas Amte, känd som Baba Amte, född 26 december 1914, död 9 februari 2008, var en indisk socialarbetare och aktivist. Ihågkommen för sitt arbete för rehabilitering och rättigheter för människor som lider av lepra.
Amte föddes in i en privilegierad familj. Efter att ha tagit advokatexamen 1936 arbetade han som försvarsadvokat åt aktivister i Mahatma Gandhis kampanj för indisk självständighet. Inspirerad av Gandhis arbete för ickevåld slutade han som advokat, för att leva med och arbeta med fattiga. Det ledde till att han började arbeta med människor drabbade av lepra.1949 grundade han Anandwan, ett ashram för behandling och rehabilitering av leprapatienter.
Amte har fått många utmärkelser och priser, däribland Padma Vibhushan, Gandhi Peace Prize (1999), UN Human Rights Prize (1988) och Templeton Prize (1990). 
1991 fick han Right Livelihood-priset tillsammans med Medha Patkar och organisationen Narmada Bachao Andolan, en proteströrelse mot stora dammar i Indien.